# Uzeste
Uzeste è un comune francese di 460 abitanti situato nel dipartimento della Gironda nella regione della Nuova Aquitania. Fa parte dell'antica regione naturale francese del Bazadais.

## Società

### Evoluzione demografica
Abitanti censiti